# 高松琴平電気鉄道琴平線
琴平線（ことひらせん）は、香川県高松市の高松築港駅と香川県仲多度郡琴平町の琴電琴平駅とを結ぶ高松琴平電気鉄道（ことでん）の鉄道路線。ことでん3線の中では当線が線路規格・輸送量・路線長のすべてにおいて長じ、いわば本線格の路線である。
このうち高松築港 - 瓦町間は築港線とも呼ばれている。ラインカラーは黄色。かつては緑色で、1070形が車体前面に掲げる行先表示板では、現在も緑色地のものが用いられている。

## 概要
当線は、高松琴平電気鉄道の前身の一つである琴平電鉄により、金刀比羅宮参詣路線の一つとして1926年に開業した。一時、琴平へは高松・坂出・多度津から国有鉄道・琴平電鉄・琴平参宮電鉄・琴平急行電鉄の4事業者が鉄軌道路線を延ばしていたが、国有鉄道の後身の四国旅客鉄道（JR四国）土讃線とこの路線だけが残っている。
高松築港 - 瓦町間では国道30号が、瓦町 - 仏生山間は国道11号・国道193号（旧高松藩街道における「仏生山街道」）が、仏生山 - 円座間は香川県道12号（律令制における「南海道」、旧高松藩街道における「川島街道」）が、円座 - 琴電琴平間は国道32号（旧高松藩街道における「琴平街道」）が、それぞれ並行する。
2020年11月時点で複線化されているのは高松築港 - 栗林公園間と三条 - 太田間のみだが、一宮までは複線用の用地が確保されている（ただし、2006年7月に開業した空港通り駅はその複線用の用地上に建設された）。三条 - 太田間については、2007年12月9日には国道11号高松東道路付近の高架橋が完成したが、高架橋も当初単線で供用されたものの複線仕様で建設されている。高松市が整備の意向を示した新駅構想では、第一段階としては太田駅まで、将来的に仏生山駅までを複線化するとしていた。三条 - 太田間は2020年に同区間に新駅が伏石駅として開業する直前に複線化された。
歴史的経緯から、瓦町駅に0キロポストがある。
高松築港 - 栗林公園間のうち、高松築港からの2.6kmについては1998年に香川県が連続立体交差事業の都市計画を決定したが、その後の琴電の民事再生法適用や県財政の悪化により、2005年に事業の一時休止が決定された。香川県は検討委員会を設置して対応の協議をおこない、検討委員会は2009年5月に当初予定通りの高架化・国道11号以北のみへの縮小・さぬき浜街道の踏切部の道路側の高架化の3案を答申した。事業認可は2010年度末で失効するため、県はそれまでに中止も含めた決定を求められることになった。香川県知事真鍋武紀は2009年10月6日の県議会定例本会議で、「現状で再開のめどが立たず、来年度末までの事業認可期間の延長も非常に困難」と述べて事業の中止に向けた意向を示し、10月24日に県の公共事業再評価委員会に事業中止を諮問した。委員会は2010年1月8日に事業中止を答申し、これに基づき真鍋は2月25日の県議会で計画の中止を正式に表明した。ただし、将来の事業再開や変更に備えて都市計画決定自体は存続させる見通しと報じられた。中止表明から12年が経過した2022年3月28日に開かれた、県の都市計画に関する会合で、高架事業の都市計画自体を廃止する方針が決定された。
これとは別に2007年に就任した高松市長大西秀人はLRTの導入に前向きな姿勢を示し、2008年より「総合都市交通戦略検討会議」を設置し、琴平線へのLRTの導入を軸とした案の検討を行っている。琴電側は投資効果等を理由に慎重な姿勢を示している。

### 路線データ
- 路線距離（営業キロ）：32.9km
- 軌間：1435mm
- 駅数：23駅（起終点駅含む）
- 複線区間：高松築港駅 - 栗林公園駅間、三条駅 - 太田駅間
- 電化区間：全線（直流1500V）
- 保安設備：琴電形ATS
- 閉塞方式：自動閉塞式
- 最高速度：80km/h[1]
- 車両基地：仏生山車両所（最寄駅・仏生山駅）
- 最大連結車両数：4両
- IC乗車カード対応区間：
  - IruCaエリア：全線（全国相互利用サービス対応交通系ICカードも対応）

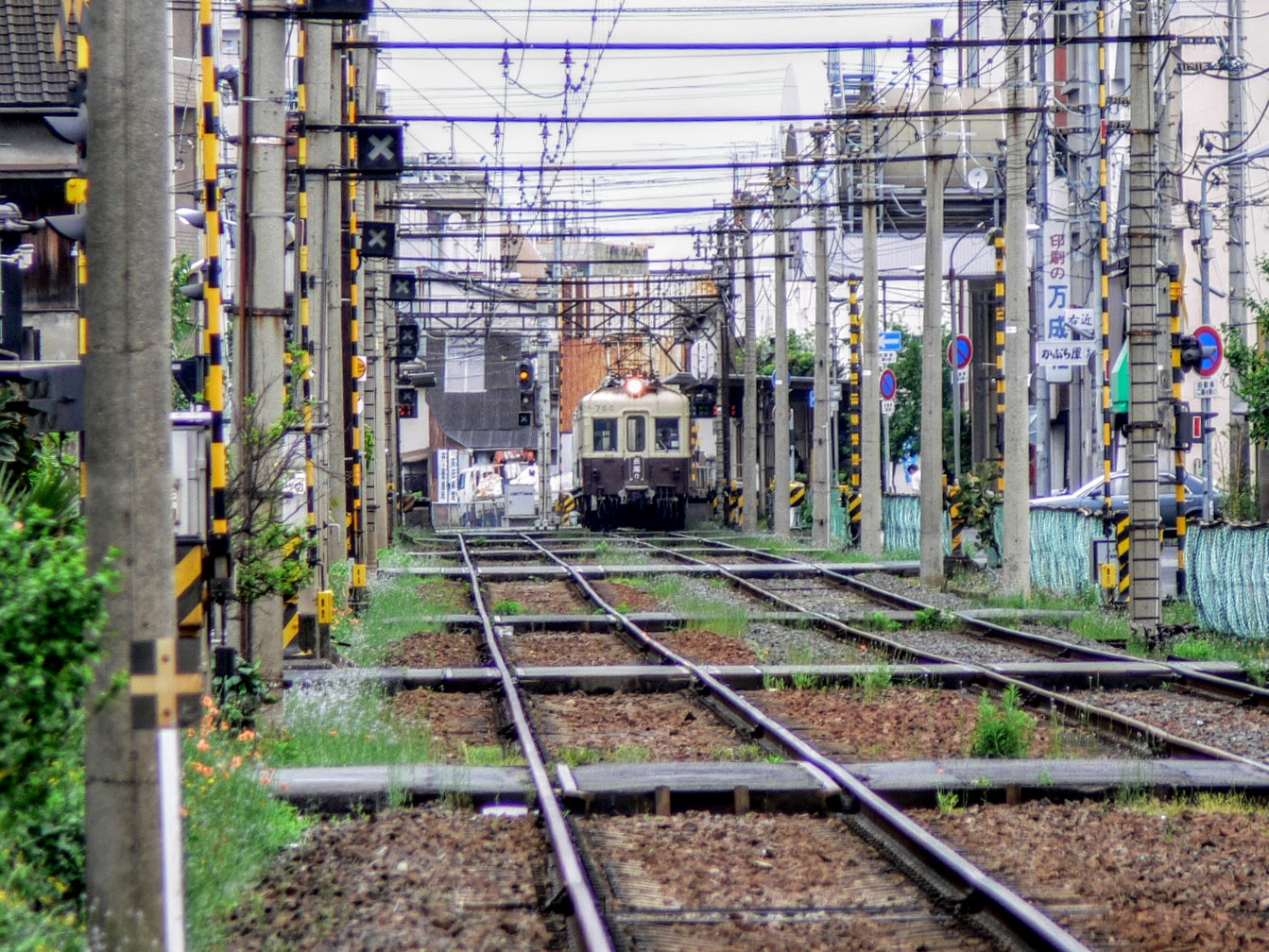
高松市内の複線区間を走る750形電車 (2007年)
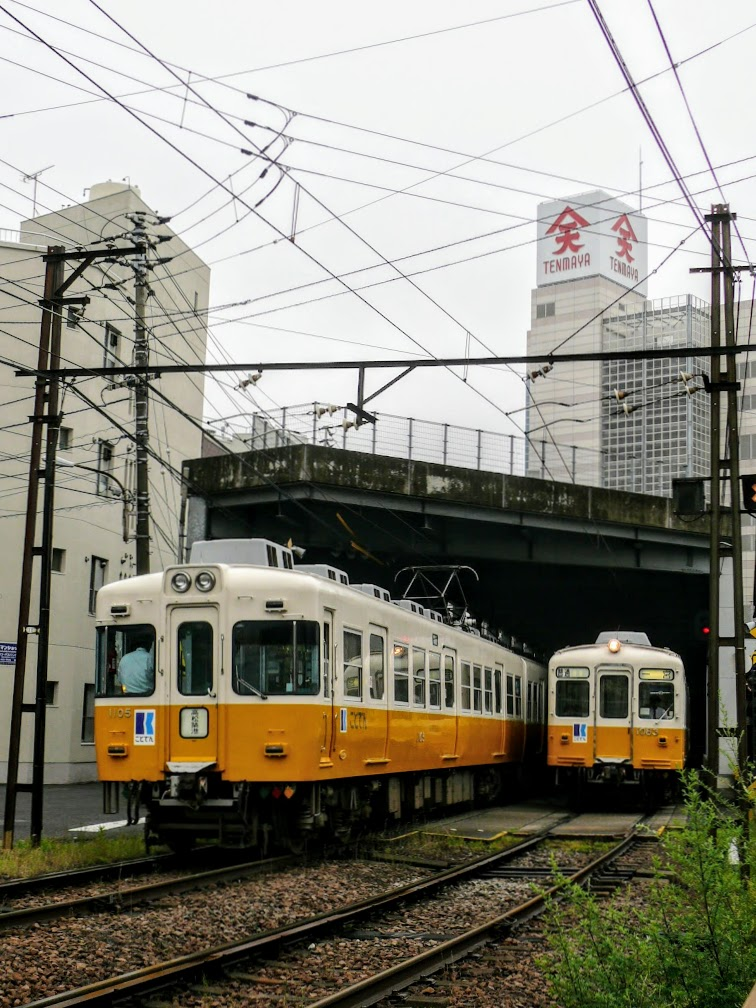
瓦町駅北側ですれ違う1100形と1080形電車 (2004年)
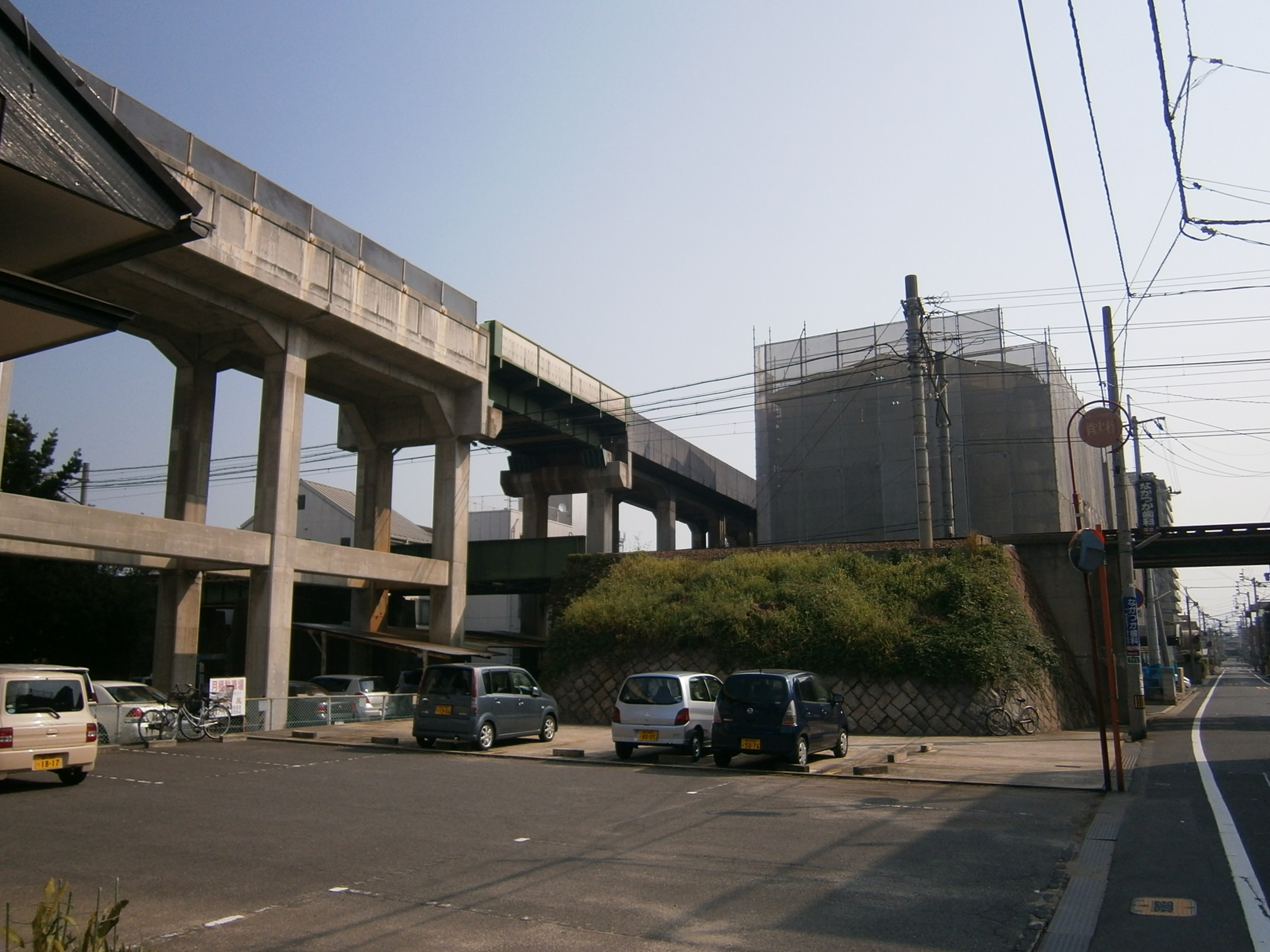
JR高徳線と琴平線の立体交差点。 (2011年)
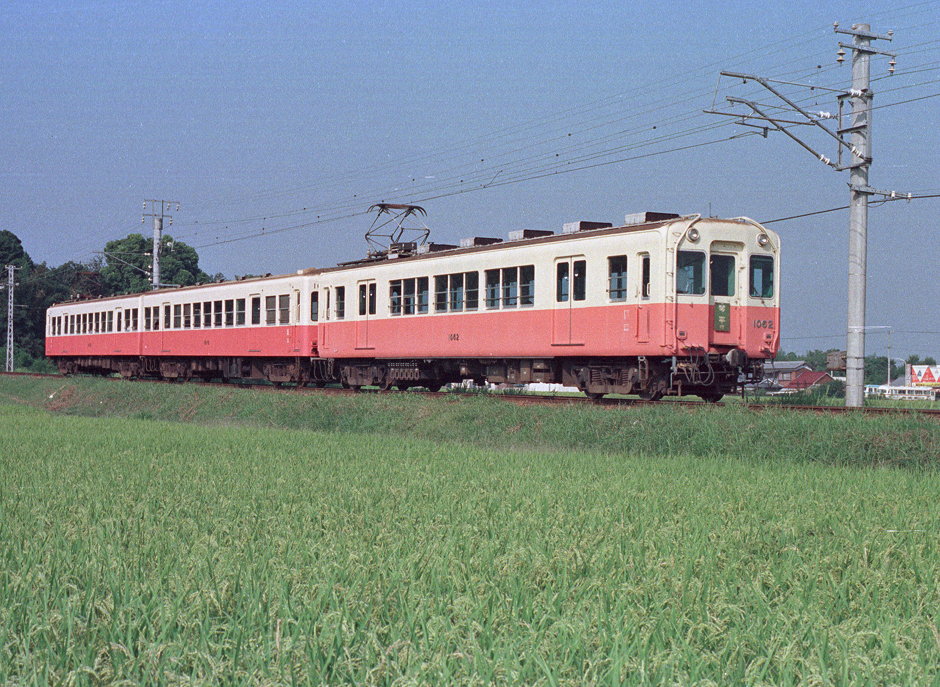
栗熊駅付近の田園地帯を走る1060形+1020形電車
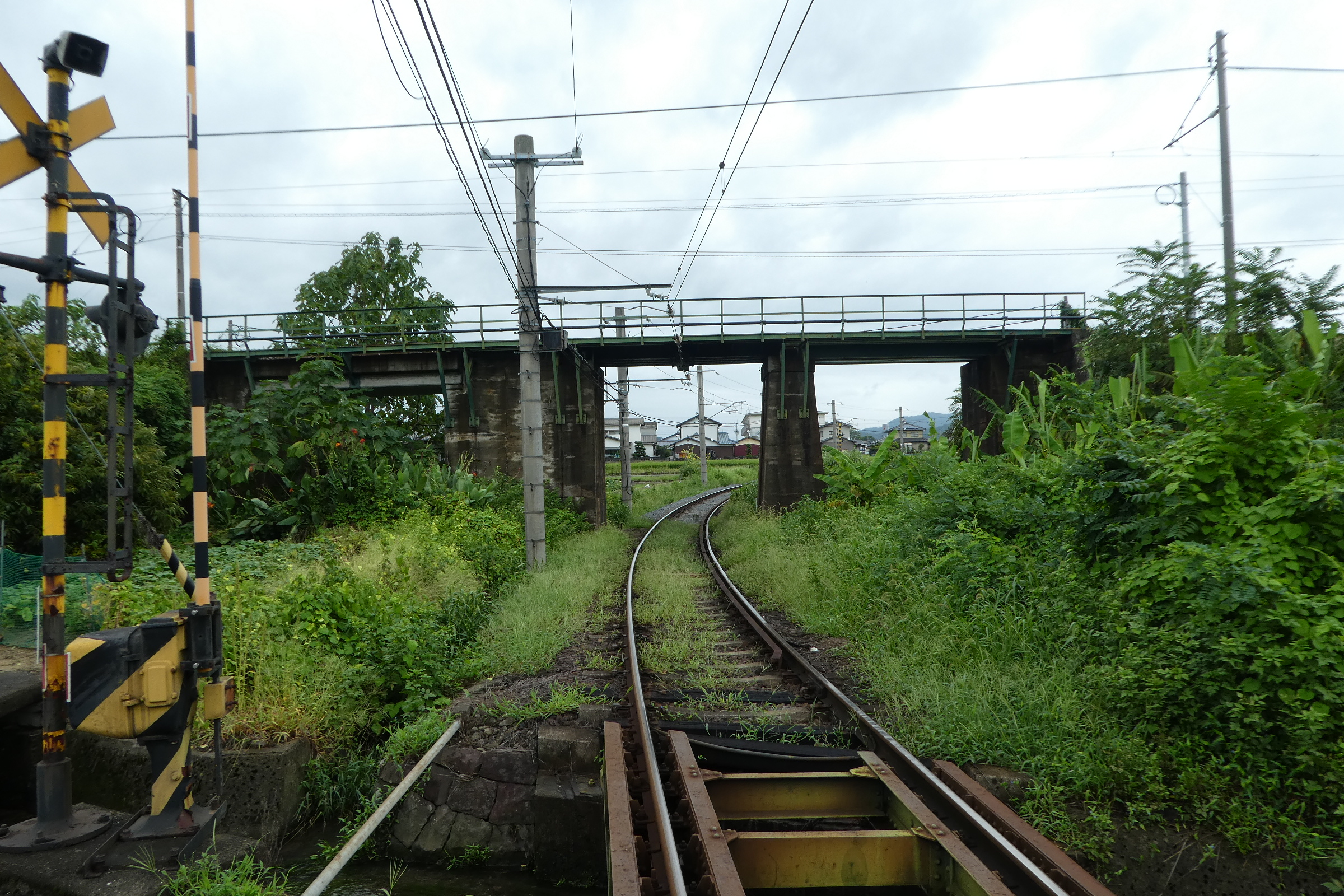
JR土讃線と琴平線の立体交差部。 高架が土讃線。中央が琴平線。右側が琴平線複線化用地。 (2018年)

## 運行形態
金刀比羅宮参拝者輸送の全盛期の1958年より急行「こんぴら号」が設定されていた。参拝者の多くが観光バスや自家用車に移り、1967年3月限りで急行は廃止され、地域輸送主体に変わった。その後も準急（高松築港 - 岡本間の各駅と滝宮・琴電琴平に停車）が存在したが1991年3月16日のダイヤ改正で廃止され、現在は普通列車のみの運転である。築港線と呼ばれる高松築港 - 瓦町には長尾線の列車も乗り入れており、長尾線の車両でこの区間のみを走る列車も設定されている。客扱いは行わないものの、入出庫などの関係で瓦町 - 仏生山間で長尾線の車両が走ることがある。
昼間時間帯では高松築港 - 一宮間が15分間隔、一宮 - 琴平間が30分間隔で運転されている。平日の朝夕ラッシュ時では一宮駅折り返し列車が滝宮まで延長される。さらに朝ラッシュ時は運転本数が増え、下りは高松築港 - 仏生山間、上りは一宮 - 高松築港間で最短7分30秒間隔になる。また早朝・夜間には仏生山車両所への車両の入出庫の関係から、滝宮 - 仏生山間の区間列車も設定されている。なお、高松築港 - 瓦町間においては、長尾線の乗り入れ列車を含めて、昼間時間帯は毎時7本、朝ラッシュ時には最大13本運転されている。
編成両数は2両が基本で、ラッシュ時にはほとんどの列車が4両となる。なお過去には、瓦町 - 仏生山で5両編成列車が運転されていた。増結・解放の時間を短縮するためにブレーキ・電気等の接続は行わず、前側3両と後ろ側2両にそれぞれ運転士が乗務して、汽笛やブザーの音にあわせて協調運転を行うというものであった。1991年3月16日のダイヤ改正で廃止された。
回送も含めた全列車に車掌が乗務し、精算や車内補充券（パンチによる穴あけ式）の発売、IruCaへチャージ、無人駅での集札、車内放送などを行う。
2010年12月18日に行われたダイヤ改正で、仏生山始発の13分繰上げ（仏生山→高松築港）、琴電琴平行き終電の30分繰下げ（高松築港→琴電琴平）、一宮行き終電の15分繰下げ（高松築港→一宮）、瓦町駅での接続の改善がなされた。

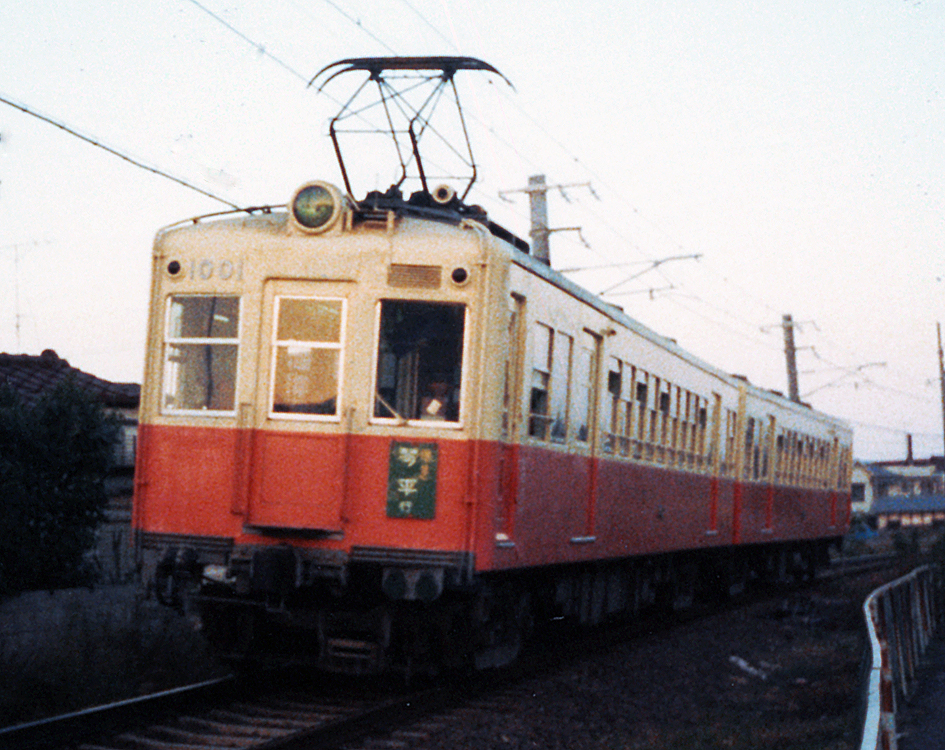
かつて運行されていた準急列車の琴平行き。車両は10000形電車。 (1978年)
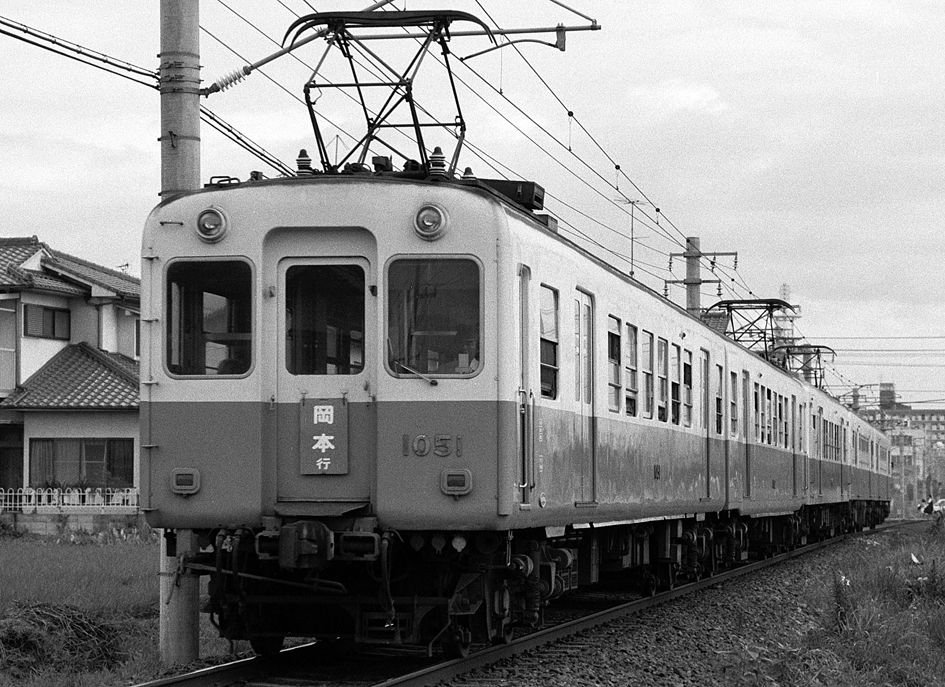
かつて運行されていた5両編成列車。

## 輸送密度
区間別平均通過人員（輸送密度：人/日）は以下の通り。
| 年 度 | 全線平均 | 高松築港 - 瓦町 | 瓦町 - 一宮 | 一宮 - 滝宮 | 滝宮 - 琴電琴平 |
| ----- | -------- | --------------- | ----------- | ----------- | --------------- |
| 2022  | 5499     | 12962           | 12298       | 3950        | 1612            |

- 高松築港 - 瓦町間は長尾線も乗り入れる。

## 歴史
開業前には全線にわたって琴平街道沿いのルートを取る計画であったが、仏生山地区の誘致運動から、仏生山を経由するルートに変更された。また、開業に際しては幹部が関西の阪急・阪神・南海の視察を行った。この結果、当初より1500V電化で当時の関西大手私鉄と遜色ない設備をもって建設され、「讃岐の阪急」の異名も取った。
- 1926年（大正15年）12月21日 琴平電鉄が栗林公園 - 滝宮間を開業。1500V電化。
- 1927年（昭和2年）
  - 3月15日 滝宮 - 琴平（現在の琴電琴平）間が開業。
  - 4月22日 高松（現在の瓦町） - 栗林公園間が開業。
- 1941年（昭和16年）8月 高松駅を琴電高松駅に改称[10]。
- 1942年（昭和17年） 琴平駅を琴電琴平駅に改称。
- 1943年（昭和18年）11月1日 讃岐電鉄・琴平電鉄・高松電気軌道が合併し高松琴平電気鉄道発足[11]。
- 1948年（昭和23年）
  - 2月18日 築港線 片原町 - 琴電高松（現在の瓦町）間が開業。
  - 12月26日 築港線 築港（現在の高松築港が開業するまでの仮駅） - 片原町間が開業。
- 1949年（昭和24年）5月11日 築港線 築港 - 琴電高松間が複線化。
- 1953年（昭和28年）10月20日 築港線を複線から単線並列に変更。旧下り線を架線電圧600Vに降圧し、志度線が乗り入れ。
- 1954年（昭和29年）1月1日 築港駅を高松築港駅に、琴電高松駅を瓦町駅に改称。
- 1955年（昭和30年）9月10日 高松築港駅（現在の駅）開業。仮駅廃止。
- 1956年（昭和31年）3月1日 三条駅開業。
- 1958年（昭和33年）3月1日 畑田 - 陶間に陶信号場を開設。急行の運行を開始（朝・昼・夕方の3往復で、途中停車駅は瓦町と栗林公園）。
- 1966年（昭和41年）8月2日 築港線旧下り線の架線電圧を1500Vに昇圧。
- 1967年（昭和42年）
  - 4月1日 急行の運行を廃止。
  - 5月21日 築港線を単線並列から複線に変更。
- 1978年（昭和53年）2月17日 ATS設置。
- 1991年（平成3年）3月 陶駅に交換設備設置。畑田 - 陶間の陶信号場廃止。
- 1996年（平成8年）12月21日 瓦町新駅舎完成[12]。
- 2004年（平成16年）7月2日 栗林公園新駅舎完成。
- 2006年（平成18年）7月29日 空港通り駅開業。
- 2007年（平成19年）12月9日 三条 - 太田間の国道11号高松東道路前後の高架化完成[13]。
- 2013年（平成25年）12月15日 綾川駅開業[14]。
- 2020年（令和2年）
  - 11月1日 三条 - 太田間が複線化[15]。
  - 11月28日 伏石駅開業[16]。

## 駅一覧
- 全駅香川県内に所在。
- *印を付けた駅は有人駅。
- 線路… ||：複線区間の駅 ∨：ここより下は単線（列車交換可能） ◇：単線区間の駅（列車交換可能） ｜：単線区間の駅（列車交換不可） ∧：ここより上は単線（列車交換可能）

| 駅番号 | 駅名                         | 駅間 キロ | 営業 キロ | 接続路線・備考                                                            | 線路 | 所在地        | 所在地        |
| ------ | ---------------------------- | --------- | --------- | ------------------------------------------------------------------------- | ---- | ------------- | ------------- |
| K00    | 高松築港駅*                  | -         | 0.0       | 四国旅客鉄道：高徳線・予讃線（瀬戸大橋線）（高松駅 (T28・Y00)：徒歩連絡） | \|\| | 高松市        | 高松市        |
| K01    | 片原町駅*                    | 0.9       | 0.9       |                                                                           | \|\| | 高松市        | 高松市        |
| K02    | 瓦町駅* （瓦町FLAG）         | 0.8       | 1.7       | 高松琴平電気鉄道：長尾線 (N02)・志度線 (S00)                              | \|\| | 高松市        | 高松市        |
| K03    | 栗林公園駅*                  | 1.2       | 2.9       |                                                                           | ∨    | 高松市        | 高松市        |
| K04    | 三条駅                       | 1.0       | 3.9       |                                                                           | ∧    | 高松市        | 高松市        |
| K04A   | 伏石駅*                      | 1.1       | 5.0       |                                                                           | \|\| | 高松市        | 高松市        |
| K05    | 太田駅*                      | 1.2       | 6.2       |                                                                           | ∨    | 高松市        | 高松市        |
| K06    | 仏生山駅*                    | 1.8       | 8.0       |                                                                           | ◇    | 高松市        | 高松市        |
| K07    | 空港通り駅                   | 1.0       | 9.0       |                                                                           | ｜   | 高松市        | 高松市        |
| K08    | 一宮駅*                      | 1.0       | 10.0      |                                                                           | ◇    | 高松市        | 高松市        |
| K09    | 円座駅                       | 1.2       | 11.2      |                                                                           | ｜   | 高松市        | 高松市        |
| K10    | 岡本駅                       | 2.6       | 13.8      |                                                                           | ◇    | 高松市        | 高松市        |
| K11    | 挿頭丘駅                     | 1.2       | 15.0      |                                                                           | ｜   | 綾歌郡 綾川町 | 綾歌郡 綾川町 |
| K12    | 畑田駅                       | 0.8       | 15.8      |                                                                           | ｜   | 綾歌郡 綾川町 | 綾歌郡 綾川町 |
| K13    | 陶駅                         | 2.5       | 18.3      |                                                                           | ◇    | 綾歌郡 綾川町 | 綾歌郡 綾川町 |
| K14    | 綾川駅* （イオンモール綾川） | 1.5       | 19.8      |                                                                           | ｜   | 綾歌郡 綾川町 | 綾歌郡 綾川町 |
| K15    | 滝宮駅                       | 0.9       | 20.7      |                                                                           | ◇    | 綾歌郡 綾川町 | 綾歌郡 綾川町 |
| K16    | 羽床駅                       | 2.1       | 22.8      |                                                                           | ｜   | 綾歌郡 綾川町 | 綾歌郡 綾川町 |
| K17    | 栗熊駅                       | 1.8       | 24.6      |                                                                           | ｜   | 丸亀市        | 丸亀市        |
| K18    | 岡田駅                       | 2.6       | 27.2      |                                                                           | ◇    | 丸亀市        | 丸亀市        |
| K19    | 羽間駅                       | 1.9       | 29.1      |                                                                           | ◇    | 仲多度郡      | まんのう町    |
| K20    | 榎井駅                       | 2.5       | 31.6      |                                                                           | ｜   | 仲多度郡      | 琴平町        |
| K21    | 琴電琴平駅*                  | 1.3       | 32.9      | 四国旅客鉄道：土讃線（琴平駅 (D15)：徒歩連絡）                            | ∧    | 仲多度郡      | 琴平町        |

岡本 - 挿頭丘間で旧国分寺町（現在は高松市）を通っていたが、通過する区間はわずか400mほどで駅はなかった。

### 過去の接続路線
- 仏生山駅：琴平電鉄塩江線 - 1941年5月10日廃止。
- 琴電琴平駅：
  - 琴平急行電鉄線（琴急琴平駅） -  1944年1月休止、1954年9月30日廃止。
  - 琴平参宮電鉄（琴参琴平駅） - 1963年9月15日廃止。

## 車両
2019年4月現在、2両編成の旅客車20編成、40両が所属しており全車両が冷房車である。
- 600形（0番台） - 元、名古屋市営地下鉄250形・1000系列中間車 2編成4両
- 1070形 - 元、京急600形（2代） 2編成4両
- 1080形 - 元、京急1000形（初代） 5編成10両
- 1100形 - 元、京王5000系（初代） 4編成8両
- 1200形（1200番台） - 元、京急700形（2代） 7編成14両

## 今後の予定
2026年度末開業予定で太田駅 - 仏生山駅間の香川県道147号太田上町志度線バイパスとの交差地点付近に多肥駅を設置予定。また新駅設置に伴い所要時間、列車交換が増加するのを防ぐために太田駅 - 仏生山駅間が複線化される（別事業である栗林公園駅 - 三条駅間複線化と並行）。さらに2026年度中にことでんとしては65年ぶりの新造車両が投入される見込み。

## その他
コトデンバスにもかつては琴平線という路線があった。本来の琴平街道を走る路線で、岡本駅以南では本路線と完全に並行していた。瓦町を通らないという特徴もあった。末期には1日3往復運転していた。